# Фрідріх Ернст Дорн
Фрідріх Ернст Дорн (нім. Friedrich Ernst Dorn; 28 липня 1848 р., Добре Місто — 6 грудня 1916 р., Галле) — німецький фізик, першовідкривач хімічного елементу Радону.

## Біографія
Фрідріх Ернст Дорн народився у сім'ї аптекаря Адольфа та Вільгельміни Дорн. У 1857—1865 роках навчався у гімназії в Кенігзберзі та з 1865 по 1869 роки вивчав математику, природничі науки, філософію в університеті Кенігсберга. У 1869 році здав іспити на педагогічну діяльність у гімназії. У той же час почав педагогічну діяльність у гімназії Кенігсберга, та з 1871 року — у королівській гімназії Берліна. У цей час захистив дисертацію по математиці на тему «Трансформація еліптичних інтегралів». У 1873 році відбулася габілітація з математики та фізики в університеті Ґрайфсвальда. У той же рік Дорн став позаштатним професором університету Бреслау та у 1881 році — професором Технічного університету Дармштадта. З 1885 року став професором експериментальної фізики університету Галлє.

## Наукова діяльність
Фрідріх Ернст Дорн займався популярними на той час темами — радіоактивністю, рентгенівськими променями та рідинами. У 1900 році відкрив радіоактивний газ радон вивчаючи радіоактивний розпад радію на інші елементи та елементарні частинки. Назвав новий газ — Еманація радію (той, що з радію виходить). Пізніше досліджував точні значення електричних констант та електричні явища в атмосфері. Через це мав проблеми з міським електричним транспортом, який хотів заборонити, бо він заважав його дослідам.
У 1895 році став членом Німецької академії дослідників природи Леопольдина. Отримав багато нагород та відзнак за свою діяльність. Серед них Орден Заслуг Святого Михайла. 20 грудня 1906 року став таємним радником уряду.

## Твори
- Form und Zahl der Repräsentanten nicht aequivalenter Klassen der Transformation der ultraelliptischen Funktionen, Habilitationsschrift, Greifswald 1873
- Apparat zur Untersuchung der atmosphärischen Elektrizität, 1886
- Vorschläge zu gesetzlichen Bestimmungen über elektrische Maaßeinheiten: entworfen durch das Curatorium der Physikalisch-Technischen Reichsanstalt; nebst kritischem Bericht Ueber den wahrscheinlichen Werth des Ohm nach den bisherigen Messungen. Berlin: Springer, 1893.